# Ateneo di scienze lettere ed arti di Bergamo

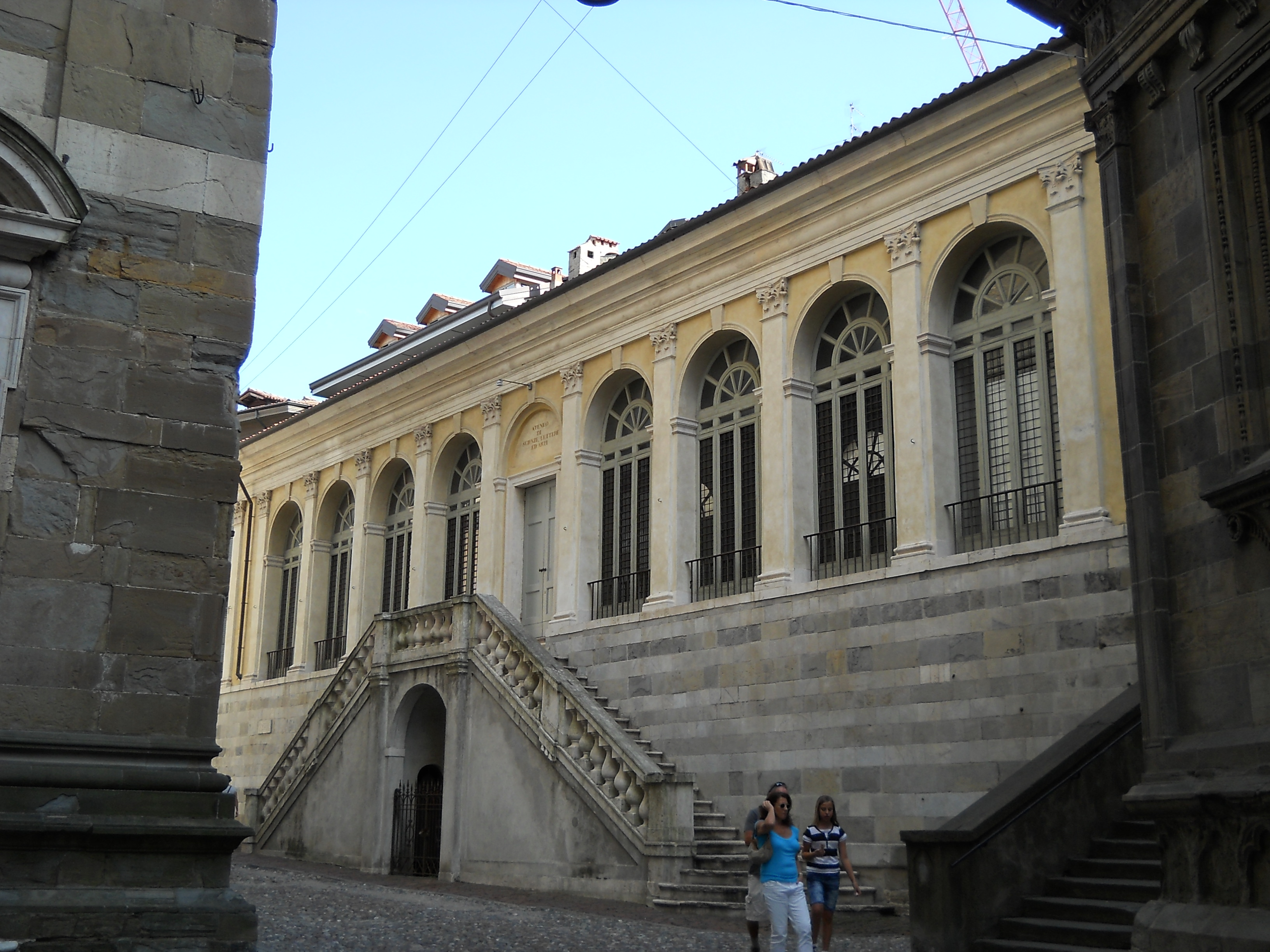
La sede storica in Piazza del Duomo-Fontanone visconteo

L'Ateneo di scienze lettere ed arti di Bergamo, costituito con decreto napoleonico il 25 dicembre 1810, nacque dalla fusione di due antiche istituzioni bergamasche: l'Accademia degli Eccitati (fondata nel 1642) e l'Accademia d'Agricoltura o degli Arvali (fondata nel 1769). Si struttura in tre classi: scienze morali e storiche, scienze fisiche ed economiche, lettere e arti, ed ha come finalità statutarie la promozione di attività culturali e la custodia delle memorie di Bergamo.

## Storia
Nel 1818 venne assegnata dall'“Imperial Regia Delegazione Provinciale” la sede definitiva sopra il Fontanone visconteo nella piazza dietro Piazza del Duomo, sposandola dagli immobili siti in piazza delle Rosate dopo la distruzione della chiesa omonima, ambienti che successivamente ospitarono il Liceo classico Paolo Sarpi. Il palazzo ospitava già il Civico Museo. I locali furono restaurati su progetto dei soci dell'Accademia Gian Francesco Lucchini e Giacomo Bianconi. Gli antichi documenti delle accademie trovarono quindi la loro collocazione nei nuovi spazi.
Eretto ente morale nel 1869, l'Ateneo è sottoposto alla vigilanza del Ministero per i Beni e le Attività Culturali. Pubblica periodicamente gli "Atti" delle attività accademiche, la prima edizione dei quali risale al 1874. Ha sede in Bergamo, in via Torquato Tasso n. 4. La sede fu poi concessa al comune per ospitare il Museo del Risorgimento, e successivamente fu sede di rappresentati il regime fascista.
  

Dopo il primo conflitto mondiale, i locali dedicati al Risorgimento divennero sempre più occupati da oggetti e una lettera di Giuseppe Locatelli, allora vice segretario del sodalizio delle accademie, scrisse alla giunta comunale il 12 gennaio 1922 lamentando la difficoltà di conservare gli antichi documenti dell'ateneo. Per questo motivo quanto nel secondo dopoguerra il Ministero dell'Educazione mandò il 13 settembre 1929 un questionario per conoscere gli istituti posti sul territorio, non ottenne risposta. Solo due anni dopo Giuseppe Locatelli inoltrò una risposta che spiegava i motivi per cui l'Ateneo lavorava molto poco. 
compianto signor comm. Angelo Pinetti. Dopo la sua morte è rimasto in carica il vicepresidente sig. comm. Ciro Caversazzi. A lui pertanto ho dato notizia della lettera che qui unita mi pregio restituire. Egli mi dà l’onore di rispondere che da parecchi anni l’Ateneo vive d’una vita molto ridotta. Privato della sua sede per dar luogo al Museo del Risorgimento, non tiene più adunanze. Inoltre non ha
proventi, eccettuato il tenue contributo annuale di L. 10.- dei pochi soci; e lo spende nella pubblicazione di articoli che vedono la luce nel Bollettino della Biblioteca. Finalmente non ha alcun funzionario comunque retribuito.»
(Giuseppe Locatelli)
La situazione cambiò quando il museo fu trasferito alla Rocca nel 1933. Purtroppo i locali nel 1935 furono assegnati alla “nuova sede del Fascio Giovanile di Combattimento”, al gruppo del rione “Garibaldi”.Il palazzo è proprietà dell'amministrazione comunale e viene utilizzato per mostre ed esposizioni.

## Accademia degli Eccitati
L'Accademia degli Eccitati era una associazione letteraria nata al solo scopo di riunire persone interessate alla letteratura e alla poesia. L'accademia venne istituita nel 1642 da dodici affiliati tra questi vi erano: Donato Calvi priore del monastero di Sant'Agostino, Bonifacio Agliardi chierico teatino predicatore e vescovo di Adria e Clemente Rivola che lasciò la sua professione legale per dedicarsi alla poesia, Raffaello Carrara, conosciuto come l'Oscuro di professione medico e filosofo

Dagli incontri degli accademici, che si riunivano ogni giovedì, venne pubblicato nel 1645 un volumetto: I giovedì estivi che conteneva le composizioni liriche e gli argomenti trattati durante le riunioni. La pubblicazione del testo favorì l'adesione a più partecipanti, tanto da dover occupare per gli incontri, vari palazzi della città, fino al 7 febbraio 1647 quando fu ufficialmente istituita l'Accademia nella sede del monastero di Sant'Agostino, raffigurandone lo stemma nel sorgere del sole con il motto Jacentes excitat. Essendo il monastero sorretto dalle più importanti famiglie di Bergamo, l'accademia divenne un potere tanto da condizionare elezioni e feste patronali. Nel 1664 con la morte di alcuni adepti iniziò il declino dell'accademia. Scarsa è la documentazione degli eventi dell'accademia ma del Calvi rimane il testo Scena letteraria, dove descrive la biografia dei diversi affiliati.

## Accademia degli Arvali
L'accademia venne fondata nel 1769 ma si conosce poco della sua attività che fu inattiva per un ventennio e che terminò nel 1797, si conservano i verbali delle assemblee presso la Biblioteca civica Angelo Mai. Il segretario dell'accademia Maironi da Ponte scrisse nel verbale del 1788 che molti documenti erano andati dispersi e il nipote Giovanni Maironi da Ponte scriverà nel 1815 ho ricuperato tutto il poco che ci resta… come sarebbero carte e ritratti di benemeriti nostri concittadini accademici ecc. E tutto custodisco nella stanza ex libraria in S. Francesco occupata dall’Accademia Economico Arvale. Le due accademie verranno unificate e l'archivio verrà conservato presso la biblioteca il 17 novembre 1807 con una lettera che riporta  “anche gli atti manoscritti di Accademie cittadine ora estinte e i quali formano un materiale storico per la cultura della nostra città che dovrebbe essere esso pure posto a disposizione del pubblico”. L'accademia fu denominata accademia Economico-Arvale nel 1787 a cui si erano iscritti le maggior famiglie della nobiltà terriera, tra i quali i Mozzi, Rivola, i Secco Suardo, Calepio, Benaglia.